# Brian Vickers
Brian Vickers, född den 24 oktober 1983 i Thomasville, North Carolina, är en amerikansk racerförare.

## Racingkarriär
Vickers började köra i NASCAR Busch Series redan 2001 som artonåring, och han vann sitt första race där 2003, då han även vann mästerskapet totalt. Han gjorde samma år debut i NASCAR Winston Cup, och han körde de kommande tre säsongerna för toppteamet Hendrick Motorsports. Med tanke på de förväntningarna som fanns på Vickers efter hans bravader som tonåring i Busch Series, så var det en besvikelse för honom att inte kunna matcha sina teamkollegor Jimmie Johnson och Jeff Gordon, och även om han vann på Talladega Superspeedway 2006, så räckte inte det för att få ett nytt kontrakt med teamet, som värvade Dale Earnhardt Jr. istället. Vickers skrev istället på för Red Bull Racing Team, och körde 23 av 36 race under 2007, med en femte plats som bäst. 2008 blev en bättre säsong för Vickers, som blev tvåa i Pocono 500, och slutade på en nittondeplats totalt.